# 兼松アグリテック
兼松アグリテック株式会社（かねまつアグリテック）は、埼玉県越谷市に本社を置く飼料・肥料の製造販売および農畜産物の売買を行う会社である。

## 沿革
- 1954年 - 埼玉県川口市に兼松肥糧株式会社を設立。
- 1959年 - 配合飼料製造業者登録。飼料製造に本格参入。
- 1970年 - 埼玉県久喜市に肥料工場を新設。兼松農産株式会社に社名変更。
- 1972年 - 関東飼料株式会社と合併、兼松関東農産株式会社に社名変更。
- 1973年 - 千葉県船橋市に飼料工場を新設。
- 1989年 - 飼料工場を茨城県神栖市（鹿島）に移転。飼料製造受託会社『平成飼料株式会社』を設立。
- 1992年 - 兼松アグリテック株式会社に社名変更。
- 1999年 - 肥料製造受託会社『株式会社ケーツー』を設立。
- 2005年 - 本社を茨城県神栖市に移転。平成飼料株式会社を牛用飼料専用工場に改修。
- 2009年 - 本社を千葉県松戸市に移転（本店は茨城県神栖市で変更なし）。
- 2021年 - 本社を埼玉県越谷市に移転（本店は茨城県神栖市で変更なし）。

## 関連会社
- 平成飼料
- 鹿島飼料
- ケーツー
- 東総子豚センター